# Antonio González Guevara
Antonio González Guevara (Mazatlán, Sinaloa, 21 de marzo de 1913-Tepic, Nayarit, 6 de enero de 2004) fue un médico mexicano. Hijo de Antonio González Lie y de Leonor Guevara Morales; fue el mayor de cinco hermanos: 2.º Jorge, 3.º Carlos, 4.º Héctor y 5.º Rodolfo. Casó en 1939 con María Inocencia Angulo Araico, tuvo cuatro hijos: Antonio José, Georgina María, Gabriela e Ignacio Javier.

Se graduó en la Universidad de Guadalajara como Médico Cirujano y Partero en 1938 yéndose a trabajar a la población de Tecuala, Nayarit y al año de estancia fue llamado por las autoridades en salud del estado para trabajar en el Hospital Civil de Tepic, dedicándose mayormente a la cirugía general en ese hospital y en instituciones privadas como la Cruz Roja de Tepic, así como atendió consulta particular. 

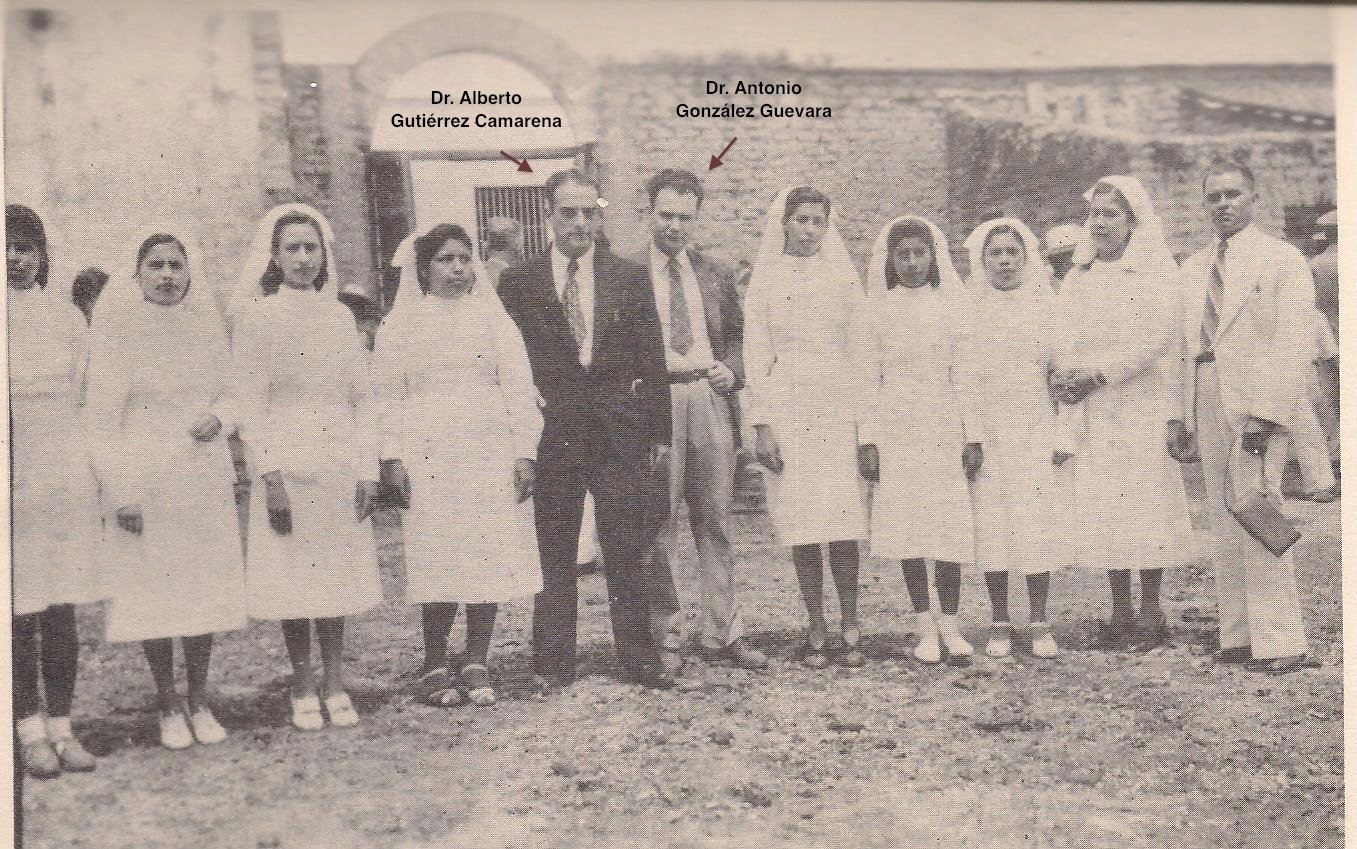
Colocación de la primera piedra del Puesto de Socorros de la Cruz Roja de Tepic

Poco después ejerció el cargo de Director hasta el año de 1954 en que pasó a ocupar la coordinación del Servicio de Cirugía y Quirófanos cuando el hospital cambió de edificio con el nombre de Hospital Central.
En 1957 le fue encomendada la jefatura de los Servicios Coordinados de Salud Pública de Nayarit hoy Servicios de Salud de Nayarit donde permaneció en esa calidad durante 33 años consecutivos, habiendo servido en sus funciones de promover la salud al pueblo de Nayarit durante las gestiones de los gobernadores Francisco García Montero, Julián Gazcón Mercado, Roberto Gómez Reyes, Rogelio Flores Curiel, Emilio Manuel González Parra y Celso Humberto Delgado Ramírez retirándose de la función pública en 1991. Recibió sendos reconocimientos por su labor ininterrumpida a los 25 años de servicio de parte de los trabajadores de la SSA en 1983 y a los 30 años por el Gobierno del Estado de Nayarit en 1988. Se jubila de la federación en 1991 dedicándose a sus aficiones sociales: jugar tenis, viajar, disfrutar a su familia y tomar clases de pintura en el Museo Emilia Ortiz con fines de terapia recreativa.
Durante su permanencia al frente de los servicios de salud pública, su gestión incluyó entre muchas otras, la detección de que Nayarit ocupaba el primer lugar de mortalidad por tétanos en la república, había habido incluso un caso de tétanos quirúrgico.
En ese entonces la única ayuda recibida en los servicios fue el toxoide tetánico, y en una acción colectiva de verdadera entrega se logró vacunar desde el municipio de Huajicori hasta el de Amatlán de Cañas al haber motivado a participar a la totalidad del personal de salud que prestaba diversas actividades de toda índole: médicos, enfermeras y choferes.
Al dejar los servicios, el tétanos en Nayarit ya ocupaba un decimoquinto lugar. A la fecha esta vacuna se ha seguido aplicando en todo el sector salud en forma selectiva: a menores de 6 años, a mujeres embarazadas y a los grupos de alto riesgo como son los campesinos.
Referente a la poliomielitis, se presentaba en sus tiempos en forma endémica inicialmente pero que con el intercambio migratorio tan intenso que había con los Estados Unidos en los años 40 y 50 se presentaron brotes epidémicos con características distintas a las de ese país donde se afectaban principalmente los adultos, o sea en nuestro medio enfermaban principalmente los menores de 6 años y en familias de situación económica de escasos recursos. Siendo la poliomielitis una enfermedad letal que incluso pone en riesgo la vida, ya que se ha llegado en algunos casos hasta la muerte, don Antonio comprendió todos los alcances de esta enfermedad ya que Ignacio Javier, el menor de sus hijos, adquirió la polio en uno de los brotes más fuertes que hubo en Tepic entre los años de 1949 y 1951; características de la polio en nuestro país, era que estos brotes se presentaban en los años non y en ese tiempo no se disponía de vacunas ya que hasta mediados de los años 50 apareció la Vacuna Salk que tenía el inconveniente para emprender su vacunación masiva, su aplicación inyectable y que además se surtía con dificultad y en pocas dosis. Por fortuna el Dr. Sabin dio al mundo su vacuna que se proveía en suficientes cantidades y su aplicación era de dos gotas vía oral a las 24 horas de nacido, 2, 4, 6 meses de nacido y en cada campaña nacional de vacunación. 
Actualmente el esquema de vacunación sigue siendo igual. Se destacó en ese momento por su forma de entrega total al trabajo pese a las inclemencias del tiempo incluso (Nayarit tiene clima tropical y los caminos vecinales se vuelven lodazales con las tormentas), la enfermera sanitarista, que se ajustó a las indicaciones dictadas. El Dr. González Guevara inició la dinámica de estas campañas de vacunación en el Sector Salud de Nayarit ocupando pronto los primeros lugares a nivel nacional, porcentaje que se ha ido mejorando con el transcurrir de los años.
Otra actividad que promovió fue el inicio en el Hospital Civil de Tepic que hoy lleva su nombre, de una serie de intervenciones quirúrgicas en la especialidad de ortopedia y en el centro de salud Juan Escutia la rehabilitación y la elaboración de ortesis para los pacientitos ya afectados por la patología.
Esto dio origen a que el Secretario de Salud en turno Dr. Jorge Jiménez Cantú y el gobernador del Estado don Roberto Gómez Reyes al darse cuenta de lo que se estaba haciendo en aspecto de rehabilitación en el mencionado centro tomaran el acuerdo para llevar a cabo la construcción de un instituto para esas actividades específicas y ese fue a la postre el nacimiento de lo que hoy conocemos como el CREE (Centro de Rehabilitación y Educación Especial).
Finalmente, fue en su tiempo, precisamente en el año de 1976 cuando inició la primera de las sucesivas remodelaciones que se le han hecho al Hospital Civil.

En el resto del aspecto sanitario, el doctor Guevara (como se le conoció afectivamente) inició entre otras actividades imposibles de enumerar todas por tratarse de 33 años de función pública, la promoción del saneamiento urbano, reglamentando la actividad de los expendedores de comida y aguas frescas en la vía pública, así como la construcción de letrinas y unidades de salud en el medio urbano. Dato curioso es la introducción de una norma, la de obligar a los fabricantes de hielo en barras con agua no purificada tiñeran con colorante azul o violeta sus barras para que la población identificara el hielo como no apto para usarse en preparados refrescantes. Hoy en día la norma ha sido abandonada.

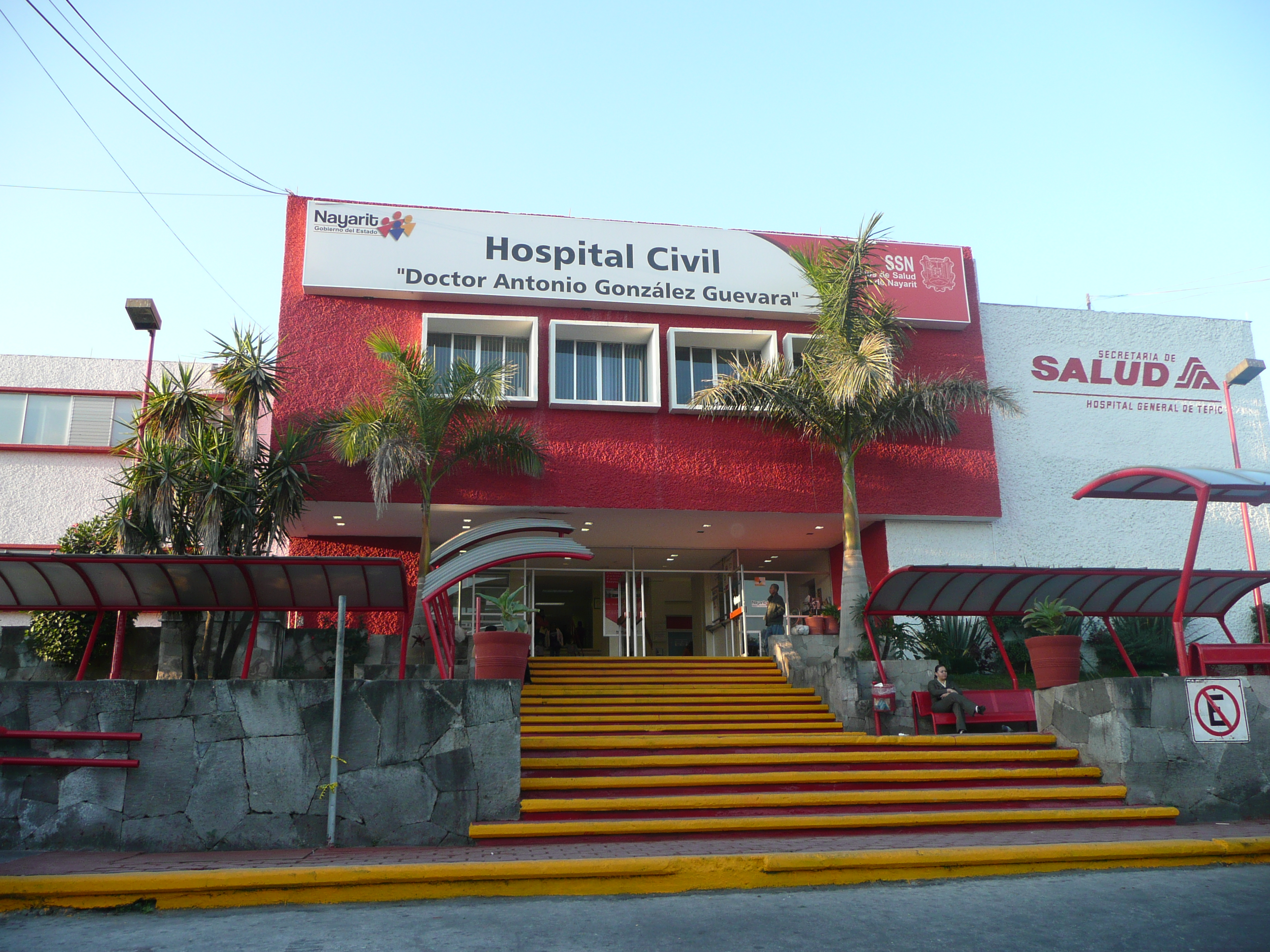
Hospital Civil en 2009

El 21 de junio de 1983, don Antonio fue invitado por los estudiantes de la Generación 1978-1979 que egresaban ese año de la Escuela de Medicina Humana de la Universidad Autónoma de Nayarit que por unanimidad había decidido que a dicha generación se le impusiera su nombre, lo que él consideró muy honroso por lo que aceptó y en un acto solemne ante el claustro de profesores, pleno de estudiantes y familiares de éstos, expuso la gran satisfacción que sentía y relató los motivos que le conferían calidad moral para haberlo aceptado; para luego referirse a una serie de observaciones y recomendaciones a los estudiantes en ciernes, y les dijo:
En su escuela de medicina, han pasado ya cuatro años, los primeros de su carrera, dedicados principalmente al estudio y a la academia. Desde luego sabemos que algo de práctica médica han llevado a cabo, han asistido a algunos centros asistenciales, han presenciado partos y visto la atención de heridos y traumatizados, han utilizado el microscopio y han presenciado algunas autopsias afianzando sus conocimientos de anatomía.
Pero los dos años siguientes serán fundamentales en su ejercicio profesional.
Casi de inmediato iniciarán en nuestros hospitales, tanto del estado como en algunos otros de la república, su Internado de Pregrado. Durante él, tendrán la oportunidad de conocer y saber hacer todo lo relacionado con la atención del enfermo, tanto del ambulatorio por medio de la consulta externa, como lo principal con el encamado: ahí aprenderán y mejorarán sus conocimientos sobre propedéutica, diagnóstico, tratamiento y rehabilitación, se les enseñará a resolver las urgencias, el estado crítico, los procedimientos obstétricos y quirúrgicos y en todo ello deberán considerar como prioritarios su deseo de mejorar, de aprender y poner de parte de ustedes sentido de responsabilidad, dedicación, estudio y sobre todo disciplina.
El siguiente año, algo muy importante:
El servicio social, la responsabilidad absoluta de una población mayor de 2,500 habitantes, en donde habrá niños, mujeres y hombres, pero ustedes actuarán ya solos, sin maestros que los dirijan, con escasos recursos paramédicos, aunque sí bajo la supervisión técnica y administrativa de la institución a donde hayan quedado adscritos.
Después presentarán su examen profesional, recibirán su cédula y título para poder ejercer su profesión y tendrán que abrirse paso en la vida, en un momento de tensiones, de complejos problemas y de la situación económica que por ahora ahoga al país. Sin embargo no hay que ser pesimistas, tenemos fundadas esperanzas de que ya para entonces nuestra situación sea distinta y haya mejorado en forma importante.
Mucho se ha especulado de que hay demasiados médicos en México, de que anualmente terminan sus estudios bastantes profesionistas, y hasta se ha hablado de la conveniencia de cerrar temporalmente algunas de las Escuelas de Medicina.
En mi opinión esto es erróneo, podríamos hablar más bien, de una mala distribución de médicos, ya que existen grandes asentamientos humanos desprovistos aún de los servicios más elementales de Salud.
53 millones de mexicanos son atendidos por la Secretaría de Salubridad y Asistencia, Instituto Mexicano del Seguro Social, Instituto de Seguridad y Servicios Sociales de los Trabajadores del Estado, Cruz Roja u otros organismos similares, aunque aquí hay que considerar desigualdad ya que las instituciones de seguridad social disponen de 5 veces más por derecho-habiente de lo que los Servicios de Salud destinan a población abierta.
7 millones se atienden en Consultorios y Hospitales privados.
Y 10 millones no tienen ninguna atención médica.
En nada tan válido el concepto presidencial de "Sociedad Igualitaria" como en el Sector Salud.
Los primeros años de su ejercicio profesional, deben tener una sola meta, dedicarse a atender las necesidades del pueblo, sobre todo aquel grupo de ustedes que con espíritu de servicio y con la ayuda que indudablemente llegará en su momento de parte del Gobierno Federal, se pueda contar con Plazas de médicos que atiendan esa población marginada de 10 millones de habitantes de que hemos hablado anteriormente.
Otro grupo de ustedes que en poblaciones mayores pretendan formar parte de los médicos que deseen dedicarse a atender los 7 millones de mexicanos en clínicas privadas, les aconsejo y sugiero: busquen de inmediato la especialidad y al terminarla formen grupos que debidamente encauzados puedan dedicarse a atender este aspecto de la medicina privada que podremos considerarla un tanto elitista.
Un ejemplo a seguir de parte de ustedes, es el sistema de trabajo que ha impuesto a su régimen nuestro mandatario estatal C. Emilio M. González Parra, que tiene como meta atender a nuestro pueblo en todos los diversos y múltiples programas que se ha fijado como meta, incluyendo la política.
En resumen, yo quisiera que la generación de ustedes, futuros compañeros de profesión, sea democrática, responsable y progresista.
Por último, quiero decirles a ustedes cuando dentro de unos momentos les entreguemos su diploma y el día de mañana reciban su título profesional, lo que a su vez al que habla, en 1937 me dijo el entonces Director de la Escuela de Medicina de la Universidad de Guadalajara y Decano del Cuerpo Médico Doctor Jesús Delgadillo y Araujo al leerme el Acta de Examen Profesional y entregarme el Título: unas palabras tan sencillas pero tan profundas que jamás se me han olvidado. Eso mismo es para ustedes alumnos que egresan:
"QUE SEA PARA BIEN" MUCHAS GRACIAS * González Guevara, Antonio (1983). Semblanza. Edición personal. Entregado a cada estudiante egresado.
En el año de 2005 el gobernador Antonio Echevarría Domínguez emitió un decreto por el que el Hospital General de Tepic cambiaba su nombre por el de Hospital Civil "Dr. Antonio González Guevara" culminando así un honor póstumo a la persona del Dr. Guevara. De inmediato se modificó la papelería oficial y los logotipos de las unidades de autotransporte y ambulancias. En el año 2008 el gobernador Ney González Sánchez finalmente ordenó la colocación de una marquesina alusiva en el frontispicio de la referida institución.
Mayores datos se pueden encontrar en el libro escrito por López Díaz, Pedro. Cirujano y hombre; se encuentra disponible en la Biblioteca Magna de la Universidad Autónoma de Nayarit
| Predecesor: Leocadio Morales Guerrero | Jefe de Servicios Coordinados de Salud Pública 1957-1990 | Sucesor: Miguel Ángel Navarro Quintero |